# リスキル
| ウィキペディアには「リスキル」という見出しの百科事典記事はありません（タイトルに「リスキル」を含むページの一覧/「リスキル」で始まるページの一覧）。 代わりにウィクショナリーのページ「リスキル」が役に立つかもしれません。 |